# Jeff Wincott
Jeffrey H. Wincott (Toronto, 8 maggio 1956) è un attore e artista marziale canadese.
È figlio di un inglese e di un'italiana, fratello maggiore di Michael Wincott.

## Biografia
Durante l'adolescenza si allena nel nuoto e nelle arti marziali, studiando Kung fu, Karate, Tae Kwon Do, pugilato e lotta. All'Università di Waterloo vince una gara scolastica di nuoto.
Finite le scuole decide di studiare recitazione, frequentando così l'Università Ryerson a Toronto e poi la Juilliard School di New York. Intanto partecipa a spot commerciali e programmi televisivi.
A 23 anni debutta nel mondo del cinema con una piccola parte in Non entrate in quella casa (Prom Night, 1980), a cui faranno seguito altre piccole parti. Il successo televisivo intanto arriva nel 1985 con Night Heat, una serie televisiva poliziesca dove fa da partner a Scott Hylands. La serie viene prodotta fino al 1991, e Wincott ottiene una nomination come miglior attore ai premi Gemini del 1986.
Nel 1992 ottiene il primo ruolo da protagonista in un film di arti marziali, così da poter mostrare anche la propria agilità fisica. Deadly Bet, di Richard W. Munchkin, gli vale una certa notorietà fra gli appassionati del genere.
È infatti lui a proseguire la serie di film Codice marziale, iniziata nel 1990 con Chad McQueen nel ruolo da protagonista: Wincott infatti ricoprirà il ruolo protagonista nei successivi tre episodi della serie.
Dopo altri ruoli prettamente marziali, Wincott abbandona il genere per dedicarsi al genere poliziesco o thriller.
Nel 1998 recita una piccola parte in Universal Soldier - Progettati per uccidere, film televisivo che riprende la storia de I nuovi eroi con Jean-Claude Van Damme.
Il 21 giugno 2003 sposa Charlotte Mangum.

## Filmografia

### Cinema
- Happy Birthday, Gemini, regia di Richard Benner (1980)
- Non entrate in quella casa (Prom Night), regia di Paul Lynch (1980)
- Big Deal, regia di Barry Healey (1985)
- Nato per vincere (The Boy in Blue), regia di Charles Jarrott (1986)
- Deadly Bet, regia di Richard W. Munchkin (1992)
- Killing Machine - Assassino nato (The Killing Machine), regia di David Mitchell (1994)
- Street Law, regia di Damian Lee (1995)
- The Donor, regia di Damian Lee (1995)
- When the Bullet Hits the Bone, regia di Damian Lee (1996)
- Analisi di un assassino (Profile for Murder), regia di David Winning (1996)
- The Undertaker's Wedding, regia di John Bradshaw (1997)
- Future Fear, regia di Lewis Baumander (1997)
- La legge tradita (Paper Bullets), regia di Serge Rodnunsky (1999)
- BattleQueen 2020, regia di Daniel D'Or (2001)
- Una famiglia in trappola (Pressure Point), regia di Eric Weston (2001)
- Oltre la legge (Outside the Law), regia di Jorge Montesi (2002)
- Stealing Candy, regia di Mark L. Lester (2003)
- S.W.A.T. - Squadra speciale anticrimine (S.W.A.T.), regia di Clark Johnson (2003)
- Speedbag, regia di Stathis Borans (2006)
- Invasion (The Invasion), regia di Oliver Hirschbiegel (2007)
- House of Fallen, regia di Robert Stephens (2008)
- Lake City, regia di Hunter Hill e Perry Moore (2008)
- Unstoppable - Fuori controllo (Unstoppable), regia di Tony Scott (2010)
- #Like, regia di Sarah Pirozek (2019)
- Bolden, regia di Dan Pritzker (2019)

### Televisione
- King of Kensington – serie TV, episodi 5x06-5x09 (1979)
- Home Fires – serie TV, episodio 1x01 (1980)
- The Great Detective – serie TV, episodio 4x05 (1982)
- Ai confini della notte (The Edge of Night) – serie TV, episodio 1x6919 (1983)
- L'amico Gipsy (The Littlest Hobo) – serie TV, episodi 1x06-3x03-5x08 (1979-1983)
- Hangin' In – serie TV, episodi 3x16-4x12-5x09 (1983-1984)
- Night Heat – serie TV, 96 episodi (1985-1989)
- Alfred Hitchcock presenta (Alfred Hitchcock Presents) – serie TV, episodio 4x10 (1989)
- Matlock – serie TV, episodi 4x01-4x02 (1989)
- Top Cops – serie TV, episodi 1x03-1x12-2x08 (1990-1991)
- Codice marziale 2 (Martial Law II: Undercover), regia di Kurt Anderson - film TV (1992)
- Secret Service – serie TV, episodio 1x05 (1992)
- Codice marziale 3 - Missione giustizia (Mission of Justice), regia di Steve Barnett - film TV (1992)
- Counterstrike – serie TV, episodi 2x05-3x21 (1991-1993)
- Codice marziale 4 - Il rinnegato (Martial Outlaw), regia di Kurt Anderson - film TV (1993)
- Open Fire, regia di Kurt Anderson - film TV (1994)
- L'ultimo bersaglio (Last Man Standing), regia di Joseph Merhi - film TV (1995)
- No Exit, regia di Damian Lee - film TV (1995)
- Whiskey, Riddles, and Dandelion Wine, regia di David Straus - film TV (1996)
- Universal soldier - Progettati per uccidere (Universal Soldier II: Brothers in Arms), regia di Jeff Woolnough - film TV (1998)
- Universal soldier - Progettati per uccidere 2 (Universal Soldier III: Unfinished Business), regia di Jeff Woolnough - film TV (1998)
- Cold Squad - Squadra casi archiviati (Cold Squad) – serie TV, episodio 3x09 (1999)
- Code Name: Eternity – serie TV, episodio 1x03 (2000)
- Pianeta Terra - Cronaca di un'invasione (Earth: Final Conflict) – serie TV, episodio 4x09 (2000)
- Relic Hunter – serie TV, episodi 2x04-3x16 (2000-2002)
- Mutant X – serie TV, episodio 2x04 (2002)
- JAG - Avvocati in divisa (JAG) – serie TV, episodio 8x12 (2003)
- 24 – serie TV, episodi 2x19-2x20 (2003)
- NCIS - Unità anticrimine (NCIS: Naval Criminal Investigative Service) – serie TV, episodio 2x20 (2005)
- Cleaverville, regia di Jorge Montesi - film TV (2007)
- The Wire – serie TV, episodio 5x10 (2008)
- Drop Dead Diva – serie TV, episodio 1x12 (2009)
- One Tree Hill – serie TV, episodio 7x12 (2009)
- Person of Interest – serie TV, episodio 1x06 (2011)
- The Good Wife – serie TV, episodio 4x10 (2012)
- Sons of Anarchy – serie TV, episodi 1x02-5x09-6x10 (2008-2013)
- Blue Bloods – serie TV, episodi 3x01-5x17 (2012-2015)
- The Lizzie Borden Chronicles – miniserie TV, 5 episodi (2015)
- The Night Of - Cos'è successo quella notte? (The Night Of) – serie TV, episodi 1x01-1x02-1x07 (2016)
- The Code – serie TV, episodio 1x00 (2019)

## Doppiatori italiani
Nelle versioni in italiano delle opere in cui ha recitato, Jeff Wincott è stato doppiato da:
- Massimo Lodolo in Una famiglia in trappola
- Alberto Angrisano in 24
- Paolo Gasparini in NCIS - Unità anticrimine
- Mauro Magliozzi in Sons of Anarchy (ep. 5x09)
- Carlo Reali in Sons of Anarchy (ep. 6x10)
- Pieraldo Ferrante in Blue Bloods (ep. 3x01)
- Diego Reggente in The Good Wife
- Simone Mori in The Lizzie Borden Chronicles
- Stefano Thermes in The Night Of - Cos'è successo quella notte?